# Taifa de Mallorca
Taifa de Mallorca o Taifa de Baleares, nombre bajo el que son conocidos dos reinos hispano-musulmanes surgidos durante la Edad Media con capital en la ciudad de Palma de Mallorca (Madina Mayurqa) y que extendieron su dominio sobre las Islas Baleares.
Las taifas son los pequeños reinos musulmanes que surgieron durante el siglo XI en la península ibérica al desmembrarse el Califato de Córdoba. La Taifa de Mallorca no surgió en el primer momento de la división del Califato, ya que el archipiélago fue controlado en un primer momento por la Taifa de Denia, denominándose a este estado también por el nombre de Taifa de Denia-Baleares. Hacia 1076 Denia fue conquistada por la Taifa de Zaragoza estableciéndose un reino musulmán independiente en el archipiélago balear. La Primera Taifa de Mallorca tuvo una existencia de unos 40 años (1076-1116) sucumbiendo primero a una cruzada cristiana y siendo posteriormente ocupada por los almorávides.
Tras un periodo en el que las Baleares estuvieron integradas en el Imperio Almorávide, este acabó disgregándose también como antes ocurriera con el Califato de Córdoba. Así surgió un nuevo reino independiente, la Segunda Taifa de Mallorca (1147-1203) que acabaría siendo el último reducto de la cultura almorávide en Al-Ándalus frente al avance de la secta almohade. Tras una dura lucha, los almorávides de Mallorca acabarían siendo conquistados por los almohades siendo integrado el reino en el Imperio Almohade.
A estos reinos musulmanes también se les puede hacer referencia bajo la denominación de Reino de Mallorca, aunque este nombre suele reservarse en la historiografía tradicional para el reino cristiano surgido en el siglo XIII. Ver Reino de Mallorca.

## Primera Taifa de Mallorca o Taifa de Baleares (1076-1116)
Cuando comenzó la desintegración del Califato de Córdoba (hacia 1010), Mallorca estuvo en una situación de relativa anarquía hasta que cayó en manos de la Taifa de Denia. El rey de Denia, Al-Muwáffaq envió una poderosa flota en 1014 que conquistó las Islas Baleares y convirtió estas islas en pieza clave de sus operaciones navales en el Mediterráneo. Mallorca y las Baleares estuvieron ligadas al destino de Denia, hasta que este reino fue conquistado a su vez por la Taifa de Zaragoza en 1076. 
Entre 1076 y 1086 (la fecha varía según las fuentes) se constituyó Mallorca en taifa independiente que extendió su jurisdicción por todas las Islas Baleares, por lo que algunas fuentes se refieren a esta como la Taifa de Baleares. Tuvo una existencia independiente de unos cuarenta años, marcada por una coyuntura precaria de falta de alimentos, que forzaba a sus habitantes a dedicarse a la piratería. El primer rey de la Taifa de Mallorca fue Ibn Áglab al-Murtada que reinó hasta 1093. Su sucesor, el rey Mubáshir (1093-1114), fue el que construyó las murallas de Madina Mayurqa.
Las continuas acciones de piratería de la taifa contra los países cristianos ribereños del Mediterráneo Occidental, forzaron finalmente que en 1114 se organizara una expedición cristiana contra la isla. Esta expedición tuvo un carácter de cruzada ya que fue bendecida por el papa y fue llevada a cabo de forma conjunta por catalanes y pisanos. El conde de Barcelona, Ramón Berenguer III, comandó la expedición. Los cristianos invadieron Mallorca e Ibiza, sitiaron Madina Mayurqa durante 8 meses y finalmente tomaron la ciudad en 1116, liberando a 30 000 prisioneros cristianos (según indican las fuentes de la época) y haciéndose con un gran tesoro, del que parte se conserva aún hoy en día en la ciudad de Pisa.
El rey de Mallorca, Abu ul-Rabbi el Burabé fue hecho prisionero en la toma de la ciudad. La invasión pisano-catalana significó el fin de la piratería balear y el de la independencia de las islas. Sin embargo el archipiélago no quedó bajo control cristiano ya que Ramón Berenguer tuvo que retirarse al continente a luchar contra los almorávides y estos aprovecharon su retirada para hacerse con el control de las islas, que quedaron integradas en el Imperio Almorávide sin apenas resistencia. Mallorca fue la última taifa de Al-Ándalus en caer en manos de los almorávides.

### Reyes de la Primera Taifa de Mallorca
- Ibn Áglab al-Murtada (1076-1093).
- Mubáshir (1093-1114).
- Abu ul-Rabi Sulaymán "El Burabé" (1114-1116)

## Segunda Taifa de Mallorca (1147-1203)
A mediados del siglo XII surge en el Magreb una nueva fuerza político-religiosa que se enfrenta a los almorávides, los almohades. El surgimiento de los almohades debilita el Imperio Almorávide que comienza hacia 1144 a disgregarse en pequeños reinos autónomos, dominados por los gobernadores locales y señores de cada región. Estos estados son denominados segundos reinos de taifas. La conquista de Marrakech, la capital imperial, por los almohades en 1147 es considerada el final del estado unitario almorávide.
Muhammad ibn Ali ibn Ganiya, que era gobernador de Mallorca desde 1126, proclamó su independencia en 1146 reconociendo la autoridad del lejano Califa Abbasí. Muhammad era uno de los hijos del sultán almorávide Ali ibn Yusuf (1106-1143), por lo que su reino contaba con cierta legitimidad dinástica. Muhammad se convirtió en rey de un pequeño estado con capital en Palma de Mallorca y restringido a las islas Baleares. Mohammed estableció la dinastía Banu Ganiya que regiría este reino durante sus algo más de 50 años de existencia. A la muerte de Muhammad en 1155 le sucedió su hijo Ishaq.
Tras la caída de Marrakech en 1147 los almohades fueron conquistando paulatinamente todos los antiguos territorios almorávides en al-Ándalus, sometiendo estos territorios a un nuevo gobierno central y a una reinterpretación más fundamentalista del Islam que la que tenían los almorávides. En 1172 los almohades lograron el sometimiento del Reino de Murcia del Rey Lobo, quedando de esa forma la Taifa de Mallorca como el último reducto almorávide que no había sido sometido por el nuevo Imperio Almohade. Debido a ello las islas recibieron numerosos refugiados procedentes de Al-Ándalus que huían del rigorismo islámico de los almohades. Estos dos hechos, unidos a que los Banu Ganiya eran descendientes del sultán almorávide Ali ibn Yusuf, contribuyeron a convertir a la Taifa de Mallorca en heredera de la tradición y legitimidad almorávides, y la dotaron de cierta ambición por recuperar la hegemonía almorávide en al-Ándalus y el Magreb.
Debido a su debilidad en el contexto del Mediterráneo Occidental, los Banu Ganiya trataron de buscar alianzas con las ciudades comerciales italianas de Génova y Pisa, que obtuvieron a cambio concesiones comerciales en las Baleares. con estas dos ciudades se firmaron tratados de no agresión en 1177, 1181, 1185 y 1188. Por ello, los corsarios baleares disfrutaban de una situación, si no hegemónica, al menos ventajosa, que les permitió atacar en 1178 Tolón y tomar cautivo al vizconde de Marsella, Hugo Gaufrido.
El rey Ishaq (1155-1183) gobernó de forma despótica su reino, llegando a mandar asesinar a sus principales servidores almorávides. Eso hizo que su principal apoyo militar, el almirante Lope ibn Maymún se pasara a los almohades. Debido a esa deserción la posición de Ishaq se debilitó sobremanera y se vio obligado a entablar negociaciones con el califa almohade Abu Yuqub Yusuf. Sin embargo no pudo concluirlas porque murió asesinado en 1183 durante una sublevación de cristianos. Le sucedió en el puesto su hijo Muhammad II que contínúo las negociaciones con los almohades.
En 1184 el rey Muhammad fue derrocado por sus dos hermanos, Ali y Yahya, partidarios de un enfrentamiento directo con los almohades. Ese mismo año, cuando llegó la noticia de que los almohades habían sido derrotados por los cristianos en la Batalla de Santarem y que había perdido la vida el emir almohade Abu Yuqub Yusuf; el rey Ali aprovechando la coyuntura y el vacío de poder existente en el Imperio Almohade, pasó a la ofensiva y atacó a los almohades por su flanco más débil, desembarcando en Ifriqiya (actual Túnez), una zona donde el dominio almohade no estaba consolidado. La estrategia de los almohades consistió por un lado en frenar el avance de los almorávides reteniéndoles en Ifriqiya e impidiéndoles su avance hacia el corazón del Imperio y por otro lado, instigar revueltas anti-almorávides en Baleares.
Muhammad aprovechó una de estas revueltas para hacerse de nuevo con el poder en las islas reconociendo a Yusuf II (hijo de Abu Yuqub Yusuf) como Califa. Cuando Yusuf II trató de hacer efectivo su dominio sobre las islas, Muhammad se retractó y con la ayuda del rey aragonés Alfonso II el Casto pudo resistir a los almohades. En 1187 Muhammad fue derrocado de nuevo, esta vez por su hermano Tasufin. Tasufin, tuvo un reinado más corto aún que el de Muhammad, ya que Ali, que seguía luchando contra los almohades en África, envió un ejército a toda prisa a Mallorca, para derrocar a Tasufin y poner en su lugar a otro hermano suyo, Abd Allah (1187-1203).
A pesar de contar con el apoyo de tropas beduinas, los almorávides, con Ali al frente, se enfrentaron finalmente con un gran ejército enviado por Yusuf II que les derrotó y rechazó hacia Libia. En 1188 murió Ali y su hermano Yahya prosiguió la lucha contra los almohades desde Libia.
Entre 1187 y 1203 el archipiélago fue cayendo en manos almohades, desapareciendo en ese año el último reducto almorávide en las islas, que quedaron incorporadas al Imperio Almohade. El rey Abd Allah falleció ese año durante la campaña de conquista. Su hermano Yahya, que luchaba contra los almohades en el norte de África perdió los apoyos que le quedaban entre las tribus locales y quedó convertido en un simple bandido.

### Reyes de la Segunda Taifa de Mallorca
- Muhammad I (1126-1155). (rey desde 1147)
- Ishaq (1155-1183).
- Muhammad II (1183-1184) (1.ª vez).
- Ali (1184-1185)
- Muhammad II (1185-1187) (2ª vez).
- Tasufin (1187).
- 'Abd Allah (1187-1203).